# Deno jezik
Deno jezik (ISO 639-3: dbb; be, denawa, denwa), afrazijski jezik zapadnočadske skupine kojim govori oko 6 000 ljudi (1995 CAPRO) u nigerijskoj državi Bauchi, LGA Darazo. 45 kilometara sjeveroistočno od grada Bauchi.
Deno je jedan od 21 jezika uže skupine A.2 bole-tangale i podskupine pravih bole jezika. Potiskuju ga hausa [Hau] i Fulfulde [fuv].

## Vanjske poveznice
- Ethnologue (14th)
- Ethnologue (15th)